# اعتراض (معان)
الاعتراض عند أهل المعاني هو أن يأتي في أثناء كلام، أو بين كلامين متصلين، معنى بجملة أو أكثر لا محل لها من الإعراب، لنكتة سوى رفع الإبهام، ويسمى الحشو أيضًا؛ كالتنزيه في قوله تعالى: ﴿وَيَجْعَلُونَ لِلَّهِ الْبَنَاتِ سُبْحَانَهُ وَلَهُمْ مَا يَشْتَهُونَ ۝٥٧﴾ [النحل:57]، فإن قوله ﴿سبحانه﴾ جملة معترضة لكونها بتقدير الفعل وقعت في أثناء الكلام، لأن قوله ﴿ولهم ما يشتهون﴾ عطف على قوله ﴿البنات﴾، والنكتة فيه تنزيه الله عما ينسبون إليه.